# Rafael Monsalve
Alberto Rafael Monsalve Aponte conocido profesionalmente como Rafael Monsalve (Caracas, Distrito Capital, Venezuela, 12 de julio de 1959) es un actor de teatro y doblaje, además de locutor, cantante, presentador de televisión venezolano. Fue conocido por un personaje llamado Juan Corazón para Radio Caracas Televisión en los años 80s. En 1990, junto con este mismo personaje se trasladaría a Venevisión. 
Entre sus personajes más reconocidos en el doblaje se encuentran Jayce en la serie animada Jayce y los guerreros rodantes, Yakko Warner y Pesto el Palomo en Animanía y Ginji Amano en la serie de anime GetBackers. Troy Landry de "Amos del pantano". Tío Si de Duck Dynasty.

## Filmografía

### Anime
- GetBackers - Ginji Amano
- Gantz - Tetsuo
- Nodame Cantabile - Kouzo Etoh (tercera voz)
- Hack//SIGN - Bear
- Hellsing - Walter C. Dornez
- Vandread - Pyoro
- Fullmetal Alchemist - Tim Marcoh
- Fullmetal Alchemist: Brotherhood - Tim Marcoh
- Basilisk - Yakushiji Tenzen
- Fate/stay night - Insertos/letreros
- Hungry Heart - Shimizu
- Mushishi - Padre de Koro (eps 7)
- Matantei Loki Ragnarok - Conde Drácula/Nidohein
- Speed Grapher - Seiji Ochiai
- Black Cat - Maison Ordrosso
- Solty Rei - Dale Boyd (ep 1)
- DNA² - Voces adicionales
- Blue Dragon - Nene
- Wolf's Rain - Darcia
- Shulato - Reiga (1.ª voz)
- Almendrita - Zoby (eps.19, 21)

### Series animadas
- Batman: La serie animada - Ra's al Ghul
- Superman: la serie animada - Metalo (1a voz) / El Preservador / Guardia de seguridad / Voces adicionales
- Animanía - Yakko Warner y Pesto el Palomo
- Danny Phantom - Vlad Plasmius/Masters
- Planeta Sheen - Pinter
- Dog City - Elliot Shag
- Tiny Toons - Bugs Bunny / Peluso / Buster Bunny (especiales " Es el Maravilloso Especial de Navidad de Tiny Toons y Vacaciones de Primavera".)
- Jayce y los guerreros rodantes - Jayce
- Mighty B!, la súper abeja - Anton St. Germain
- Martha habla - Voces adicionales
- Bananas en pijamas (serie animada) - B2
- Sanjay y Craig - Remington Tufflips (voz actual)
- Animanía (2020) - Yakko Warner

### Películas animadas
- Alicia en el país de las maravillas (1988) - Conejo blanco, Bill, el lagarto, burro, carta de trébol
- La tostadorcita valiente va a la escuela - Alberto
- La vuelta al mundo en 80 días (1988) - Superintendente, oficiales hindúes, recepcionista, capitán de barco
- Animaniacs: El deseo de Wakko - Yakko

## Televisión

### Animación
- Juan Corazón - Juan Corazón

- Atrévete a soñar - Animador

### Actuación
- La CQ (2012) - Profesor de Biología